# Beth Winslet
Elizabeth „Beth“ Winslet (* 1. Mai 1978 in Reading, Berkshire, England) ist eine britische Schauspielerin. Bekannt ist sie durch The Shadow within (2007), Bodywork (2001) und Loved, alone (2003).

## Leben
Sie ist die Tochter von Sally Bridges-Winslet und Roger John Winslet. Sie ist die jüngere Schwester von Anna und Kate Winslet und die ältere Schwester von Joss Winslet.
Sie ist verheiratet mit Henry Steedman und hat zwei Kinder.

## Filmografie
- 1997: Cold enough for snow
- 1998: The scold’s Bridle
- 2001: Bodywork
- 2001: Ein Weihnachtsmärchen (Christmas Carol: The Movie, Stimme)
- 2002: The real Jane Austen
- 2003: Loved, Alone
- 2004: The collector
- 2005: Ninety days
- 2006: The train: A short film in time
- 2006: Reco Men
- 2007: Nicked
- 2007: Exist
- 2007: The shadow within
- 2007: Tree
- 2008: Stiletto
- 2010: Red shoes
- 2014: Scintilla
- 2015: Dreaming of Peggy Lee